# اتوماتیک (ترانه نیکی میناژ)
«اتوماتیک» ترانه‌ای از هنرمند اهل ترینیداد و توباگو نیکی میناژ است. این ترانه در آلبوم جمعه صورتی: نسخه جدید رومن قرار داشت.